# 希蘭公園 (佛羅里達州)
希蘭公園（英語：Hiland Park）是位於美國佛羅里達州貝縣的一個非建制地區。該地的面積和人口皆未知。

## 地理
希蘭公園的座標為30°12′10″N 85°32′14″W / 30.20278°N 85.53722°W，而該地的平均海拔高度為11米（即36英尺）。